# Rom-Ciampino Lufthavn
Rom-Ciampino Lufthavn eller Ciampino–Aeroporto Internazionale G. B. Pastine (IATA: CIA, ICAO: LIRA) er en lufthavn i Italien. Den er beliggende ved byen Ciampino, 14 km sydøst for centrum af landets hovedstad Rom.
Lavprisflyselskaberne Ryanair og Wizz Air var i oktober 2013 lufthavnens eneste faste operatører. I 2012 betjente lufthavnen 4.497.376 passagerer og havde 47.028 start- og landinger. 

## Historie
Lufthavnen åbnede i 1916 og betjente udelukkende luftskibe. Den 29. marts 1926 tog pilot Umberto Nobile afsted i luftskibet Norge, med kurs mod Nordpolen.
Da Leonardo da Vinci–Fiumicino Lufthavnen åbnede i 1961, mistede Ciampino sin status som Roms store internationale lufthavn. Derefter blev lufthavnen kun benyttet til taxi- og charterflyvinger, inden lavprisflyselskaberne Ryanair og Wizz Air meldte sin ankomst i 2000'erne. Når der er officielle besøg i Italien, lander VIP-gæsterne som oftest i Ciampino.

## Galleri
- Landingsbane og terminalområde set fra luften.